# 비틀쥬스
《비틀쥬스》(영어: Beetlejuice)는 1988년 개봉한 미국의 고딕 다크 판타지 코미디 공포 영화이다. 팀 버턴이 감독을 맡고, 마이클 키턴, 앨릭 볼드윈, 지나 데이비스, 제프리 존스, 캐서린 오하라, 위노나 라이더 등이 출연하였다.
최근 사망한 후 집을 떠나지 못하게 된 유령 부부가 집에 새로 들어온 가족들을 겁을 주어 쫓아내려고 비틀주스에게 연락하면서 벌어지는 이야기를 그린다. 유령 비틀주스는 구마사이지만 보통의 구마사처럼 사람을 위해 유령을 처리하는 게 아니라 역으로 유령을 위해 사람을 몰아내는 게 특기이다.
1989년 제61회 아카데미상 분장상, 1990년 제16회 새턴상 최우수 공포 영화상, 분장상, 여우조연상(실비아 시드니) 수상작이다.
2024년 속편 《비틀쥬스 비틀쥬스》가 개봉하였다.

## 출연진
- 마이클 키턴 - 비틀주스 역
- 앨릭 볼드윈 - 애덤 메이틀런드 역
- 지나 데이비스 - 바버라 메이틀런드 역
- 제프리 존스 - 찰스 디츠 역
- 캐서린 오하라 - 딜리아 디츠 역
- 위노나 라이더 - 리디아 디츠 역
- 실비아 시드니 - 주노 역
- 로버트 굴레이 - 맥시 딘 역
- 딕 캐빗 - 버나드 역
- 글렌 섀딕스 - 오소 펜록 역
- 애니 매킨로 - 제인 버터필드 시니어 역
- 토니 콕스 - 목사 역
- 수전 켈러먼 - 그레이스 역
- 퍼트리스 마티네즈 - 미스 아르헨티나 역: 접수원.

## 기타 제작진
- 협력 제작: 에릭 에인절슨(크레디트 미기재)
- 배역: 제인 젱킨스, 재닛 허션슨
- 미술: 보 웰치
- 의상: 애기 거라드 로저스

## 우리말 녹음
MBC 성우진
- 권혁수 - 애덤(앨릭 볼드윈)
- 최덕희 - 바버라(지나 데이비스)
- 이인성 - 비틀주스(마이클 키턴)
- 박선영 - 리디아(위노나 라이더)
- 이미자 - 딜리아(캐서린 오하라)
- 최원형 - 찰스(제프리 존스)
- 김용식 - 오소(글렌 섀딕스)
- 한수림 - 주노(실비아 시드니)
- 조예신 - 접수원(퍼트리스 마티네즈)
- 정남 - 그레이스(수전 켈러먼)
- 윤성혜 - 세라(머리 치텀)
- 김호성 - 버너드(딕 캐빗)
- 최수진 - 제인(애니 매킨로)
- 송준석 - 맥시(로버트 굴레이)
- 김용준 - 목사(토니 콕스)